# Madleen Kane
Madleen Kane (Malmö, 4 de março de 1958) é uma modelo e cantora sueca de música pop. Filha de pai sueco e mãe estadunidense, aos 17 anos começou a trabalhar para a revista alemã Burda Moden e estampou grande parte das edições publicadas entre 1975 e 1977. A sua magreza causou grande impressão na época, de maneira a torná-la precursora de uma revolução no mundo da moda que, posteriormente, estabeleceria o seu padrão como sendo o ideal a ser atingido por profissionais da área.

## Modelo Profissional
Nascida no sul da Suécia (muitas vezes tendo a sua naturalidade erroneamente mencionada como francesa), a infância de Madleen foi marcada com viagens ao exterior, aulas de música, de dança e muito luxo. Seu pai era um fabricante de pianos bem sucedido e sua mãe era natural da cidade de San Francisco.
Desde cedo Madleen foi preparada pela família para se tornar uma modelo profissional. O perfil de loira recatada que possuía, sua extrema magreza e altura (180 cm / 5'11 "- peso 47 kg / 103 lbs) facilitaram a sua inclusão no mundo fashion. Ainda na adolescência, começou como modelo de passarela e por um tempo viveu com a executiva Eileen Ford e sua família. Eillen é proprietária e foi co-fundadora da Ford Models, uma das primeiras agências de modelos profissionais, juntamente com seu marido Gerard William "Jerry" Ford em 1946.

## Carreira Musical
Aos 20 anos foi contratada para uma campanha publicitária da Ford Models e logo tornou-se celebridade na Alemanha, por intermédio de comercial televisivo em que aparecia cantando. A súbita popularidade atraiu a atenção do produtor Jean-Claude Friederich, proprietário da gravadora Boona Music Productions afiliada a CBS Records, em que decidiu investir na produção de um primeiro LP: "Rough Diamond", que foi originalmente lançado na França pela CBS e meses depois pela Warner Bros Records nos EUA, emplacando os hits "Rough Diamond" e "C'Est Si Bon" na Billboard Dance Chart.
A repercussão de ambos os hits na Europa fez com que a gravadora Warner Bros a contratasse no ano seguinte, investindo na produção do segundo álbum "Cheri" aos cuidados da mesma equipe de produção do álbum de estreia: Michaele, Lana & Paul Sebastian (Theo Vaness, Pacific Blue entre outros), e com o qual patrocinaria a sua carreira mundialmente após o lançamento do single "Secret Love Affair".
O álbum "Cheri" viria a emplacar somente com o segundo hit "Forbidden Love", um "pop-opus" dramático sob os arranjos de Thor Baldursson, enquanto as versões extended de "Fire In My Heart" e "Secret Love Affair" garantiriam a sua ascensão em diversos países do continente americano. A balada "You and I", por sua vez, obteve destaque nas primeiras posições do 'chart canadense.
Ainda em 1979 viria a promover, com exclusividade, o lançamento como single da faixa "I Want You, Need You, Love You" pela filial da Warner Bros no Japão, uma vez que a mesma havia sido omitida da versão estadunidense de "Cheri". Ambos os primeiros álbuns de Madleen possuíam uma mixagem diferenciada de "Forbidden Love" na Europa e na América e as capas dos discos variavam de um país para outro.

## Giorgio Moroder
No início dos anos 80, Madleen foi transferida pela CBS para a Chalet Records, parte da Prelude Records, e lançou o seu terceiro álbum "Sounds of Love", cujo single de estreia "Cherchez Pas" demonstrava uma tendência maior voltada à música eletrônica e que passou a ser exigida na época, com a súbita decadência da era Disco, através do uso abusivo de sintetizadores aptos à criação de efeito tridimensional.
De fato foi a baterista Keith Forsey, integrante oficial da sua equipe desde os primeiros anos, que tratou de apresentá-la ao produtor italiano Giorgio Moroder, recém desvinculado da Geffen juntamente com o parceiro Pete Belotte, e também precursor da música eletrônica em meio ao surgimento da synthpop.
Giorgio investiu na produção de seu quarto álbum "Don't Wanna Lose You" no ano seguinte (1981) e, juntamente com sua equipe de mixagem, enquadrou o vocal de Madleen a essa nova sonoridade. As vendas alavancaram e o single "You Can" tornou-se sucesso absoluto nas principais pistas de dança, alcançando o ranking de três semanas consecutivas no topo da categoria Billboard Dance Charts. A colaboração com Giorgio Moroder pôs a carreira de Madleen nos trilhos.
O álbum foi lançado pela gravadora Chalet Records, uma vez que seu noivo Jean-Claude Friederich veio a adquirí-la como sócio minoritário da CBS e o distribuiu por intermédio de Tom Hayden, proprietário da TSR Record Company, com a qual Madleen assinou nos anos seguintes. "Playing For Time", assim como "You Yan", obteve a mesma aceitação nas pistas de dança e o sucesso subsequente de "Fire In My Heart" sustentou as vendagens. Os dois casaram-se em 1983 e Madleen voltaria a gravar somente em 1985, por meio de um encontrou com o produtor Ian Anthony Stephens.
Stephens entrou numa situação complicada naquele ano. A parceria com Paul Parker e Hazell Dean conduziram-no aos registros da TSR Records, com o qual os dois haviam assinado. Para o desenvolvimento de um próximo projeto juntos, era natural que o mesmo fosse lançado pela TSR records e Stephens não fez objeção em produzir um novo álbum para Madleen Kane. "Cover Girl" foi um sucesso internacional de crítica e apresentava a larga experiência que Stephens adquirira com a parceira Stock Aitken Waterman, trio considerado até hoje o mais bem sucedido da história e um dos responsáveis pela implementação do que mais tarde o mundo conheceria como techno. Ambos os hits "I'm No Angel" (Top 10 UK) e "On Fire" tocaram exaustivamente nas pistas de dança, porém não garantiram boa vendagem ao álbum, que infelizmente não prevaleceu-se no reconhecimento da mudança rítmica ali presente.
Somente em 1994 um novo álbum de Madleen kane voltaria a ser lançado: "12 Inches & More", contendo remixagens de seus maiores sucessos.

## Declarações
Atualmente Madleen admite que não era feliz como modelo. "Eu realmente atuei como modelo para ganhar dinheiro e custear as aulas de canto. Eu sempre quis cantar... Eu costumava cantar na igreja", afirma. A chance apareceu aos 19 anos, quando cruzou com o seu futuro marido Jean-Claude Friederich.

## Álbuns
- Rough Diamond (1978) Warner Bros.
- Cheri (1979) Warner Bros.
- Sounds of Love (1980) RCA Victor
- Don't Wanna Lose You (1981) Chalet
- Cover Girl (1985) TSR
- 12 Inches and More (1994) TSR

## Singles
- "Rough Diamond" (1978)
- "Fever" (1978)
- "Touch My Heart" (1979)
- "Forbidden Love" (1979)
- "You and I" (1979)
- "Secret Love Affair" (1979)
- "Cheri" (1979)
- "Cherchez Pas" (1980)
- "Boogie Talk" (1980)
- "You Can" (1981)
- "Fire In My Heart" (1981)
- "Playing For Time" (1982)
- "On Fire" (1985)
- "Ecstasy" (1985)
- "I'm No Angel" (1985)